# Stig
Cet article possède des paronymes, voir STIG et Stig (homonymie).

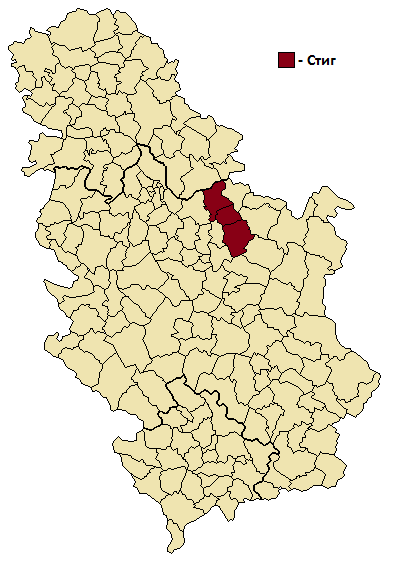
La région Stig en Serbie

Le Stig (en serbe cyrillique : Стиг) est une région située à l'est de la Serbie.
La région de Stig correspond au cours inférieur de la rivière Mlava, un affluent droit du Danube. Les localités les plus importantes de la région de Stig sont Kostolac et Malo Crniće.